# Verband der Musik- und Kunstschulen Brandenburg
Der Verband der Musik- und Kunstschulen Brandenburg (VdMK) ist der Träger- und Fachverband von 36 Musik- und Kunstschulen mit öffentlichem Bildungsauftrag im Land Brandenburg. Die Geschäftsstelle hat ihren Sitz im Kunst- und Kulturquartier Schiffbauergasse in Potsdam. Vorsitzende des Verbandes ist Gerrit Große, Geschäftsführer ist Winnetou Sosa. Der VdMK vertritt die Interessen seiner Mitgliedsschulen gegenüber landespolitischen Gremien und anderen Kultur- und Bildungseinrichtungen. Zentrale Aufgaben des Verbandes sind die Qualitätssicherung und Nachwuchsförderung auf dem Feld der musisch-kulturellen Bildung im Land Brandenburg. Die Entwicklung und Umsetzung von Projekten in diesem Bereich bildet einen Schwerpunkte der Verbandsarbeit.

## Porträt
Der Verband wurde im Jahr 1990 als Landesverband der Musikschulen Brandenburg e.V. gegründet. Im Jahr 2012 wurde dieser mit der Aufnahme von sieben Kunstschulen zum Verband der Musik- und Kunstschulen Brandenburg e.V. erweitert. Zu den Aktivitäten des Verbandes im Bereich der musisch-kulturellen Bildung im Land Brandenburg gehören:
- eigene Lehrerfortbildungen und Fachtagungen[3]
- Kooperationsprogramme zwischen Grundschulen, Fördereinrichtungen und Kitas mit Musik- bzw. Kunstschulen (u. a. „Klasse: Musik für Brandenburg“ und „Klasse: Kunst für Brandenburg“)
- das Festival der Musik- und Kunstschulen Brandenburg SOUND CITY und die Benefiz-Konzertreihe „Musikschulen öffnen Kirchen“
- die Ausrichtung der Wettbewerbe Jugend musiziert und „enviaM - musik aus kommunen“ im Land Brandenburg
- die Bildung und Betreuung von Landesjugendensembles (Junge Philharmonie Brandenburg, Young Voices Brandenburg, Landesjugendjazzorchester Brandenburg LaJJazzO, LaJJazzO Junior, Landesjugendblasorchester Brandenburg)
- die Vergabe der Oberstufenabschlüsse im Geltungsbereich der Musikschulen des Verbandes
- die Betreuung von Landesfachgruppen in verschiedenen künstlerischen Bereichen sowie
- die Erstellung von Konzepten zu aktuellen kultur- und bildungspolitischen Fragen[4].

Als Trägerverband von 36 Musik- und Kunstschulen im Land Brandenburg fördert der VdMK den Informations- und Erfahrungsaustausch seiner Mitglieder sowie Kooperationen auf regionaler und überregionaler Ebene. Der Verband wird von einem ehrenamtlich tätigen Vorstand geleitet, in den sich auch die Landeselternvertretung einbringt.
Der VdMK ist Mitglied im Verband deutscher Musikschulen (VdM) und im Bundesverband der Jugendkunstschulen und Kulturpädagogischen Einrichtungen.

## Projekte des Verbandes
Festivals und Konzertreihen:

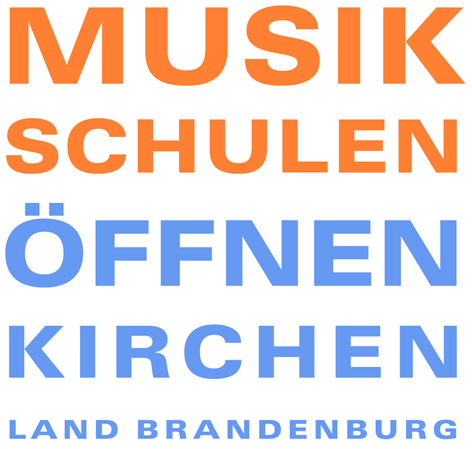
Projekt des Verbands der Musik- und Kunstschulen Brandenburg

- SOUND CITY - Festival der Musik- und Kunstschulen Brandenburg[7]
- Musikschulen öffnen Kirchen, unter gemeinsamer Trägerschaft mit dem Förderkreis Alte Kirchen Berlin-Brandenburg[8]

Nachwuchswettbewerbe:
- Jugend musiziert im Land Brandenburg[9]
- enviaM - musik aus kommunen[10]

Landesensembles:
- Junge Philharmonie Brandenburg[11]
- Landesjugendblasorchester Brandenburg[12]
- Landesjugendjazzorchester LaJJazzO und LaJJazzO Junior Brandenburg[13]
- Young Voices Brandenburg[14]

Kooperationsprojekte:
- Klasse: Musik für Brandenburg[15]
- Klasse: Kunst für Brandenburg[16]
- Inklusive: Musik für Brandenburg[17]
- Klingende Kita[18]

Weitere Angebote der Talentförderung:
- Exzellenzzirkel[19]